# Gregory Mathews
Gregory Macalister Mathews CBE (* 10. September 1876 in Biamble, Castlereagh River, New South Wales; † 27. März 1949 in Winchester) war ein australischer Ornithologe und Sachbuchautor.

## Leben und Wirken
Im Alter von 10 Jahren zog er und seine Familie nach Singleton am Hunter Fluss und später im Jahr 1889 nach Parramatta City. Hier ging er zunächst auf die Singleton Grammar School und dann auf die King's School in Parramatta.
Nachdem er einige Jahre auf einer Rinderfarm ca. 130 Kilometer entfernt von Charters Towers lebte, heiratete er am 6. Mai 1902 in Parramatta die wohlhabende Witwe Cecile Marian Wynne (1865–1938) geb. White, Tochter von Henry Charles White (1837–1905) und Nichte von James White (1828–1890). Cecile Marian brachte aus der Ehe mit John Wynne den Sohn Richard Owen Wynne und die Tochter Marion Dulcie Wynne mit in die Ehe.
Die Familie zog nach England, das Land, in dem sein Interesse für die Ornithologie erwuchs und in dem er sein zwölfbändiges Monumentalwerk Birds of Australia begann. Jeder Band erschien in mehreren Teilen. Außerdem erschienen zusätzlich fünf Erweiterungen (Supplements). Witmer Stone (1866–1939) schrieb im Jahr 1927 in The Auk eine ausführliche Rezension zum Gesamtwerk.
Im Jahr 1914 besuchte er seine Heimat Australien und die Vereinigten Staaten. Sein nächster Australienbesuch dauerte von 1939 bis 1946.
Gregory Mathews erwarb seinen Reichtum mit Minenaktien. Sein Sekretär Tom Iredale (1880–1972) unterstützte ihn über viele Jahre bei seinen ornithologischen Studien. Obwohl Iredale, ein Amateur-Ornithologe und Malakologe, wesentlichen Anteil an den Büchern von Mathews hatte, erschien wenig unter beider Namen.
Er war von 1935 bis 1938 Vorsitzender des British Ornithologists’ Club und wurde 1939 mit dem CBE (Commander of the British Empire) für seine Verdienste um die Ornithologie ausgezeichnet. Seit 1910 war er Mitglied (Fellow) der Royal Society of Edinburgh.
Gregory Mathews wurde 1939 zum Fellow of the Royal Australasian Ornithologists Union gewählt und war von 1946 bis 1947 Vorsitzender dieser Vereinigung. Seine umfangreiche ornithologische Bücherei übergab er 1939 der National Library of Australia. Ihm zu Ehren trägt der Mathews-Rotschwanz-Rabenkakadu seinen Namen.

## Dedikationsnamen
1911 beschrieb Tom Iredale eine neue Unterart unter dem Namen Cincloramphus rufescens mathewsi, die heute den Status einer Art hat und als Rostbürzel-Lerchensänger (Cincloramphus mathewsi) geführt wird. Da der Holotypus aus der Sammlung von G. M. Mathews stammte, war ihm das Artepitheton gewidmet.
Als Alfred Louis Laubmann (1886–1965) im Jahr 1927 The Austral Avian Record von Mathews rezensierte, beschrieb er auch eine neue Unterart des Grünfischers (Chloroceryle americana mathewsii). Auch Erwin Stresemann verwendet seinen Namen für eine Unterart der Schwarznacken-Seeschwalbe (Sterna sumatrana mathewsi), indem er auf Methews’ Buch Birds of Australia verweist.
Die von Samuel Albert White 1915 beschriebene Unterart des Stutzschnabels (Smicrornis brevirostris mathewsi) gilt heute im Allgemeinen als Synonym zur Nominatform.
Nicht ganz klar ist, wem Mathews ein Synonym für Ardea sumatrana sumatrana als Unterart des Rußreihers Ardea sumatrana mathewsae widmete. Hierbei könnte es sich aber um seine Frau Cecile Marian Mathews (1865–1938) handeln, da die Endung -ae auf eine weibliche Person hindeutet.

## Erstbeschreibungen von Gregory Macalister Mathews
Gregory Macalister Mathews hat viele Familien, Gattungen, Arten und Unterarten als Erstautor beschrieben.

### Familie

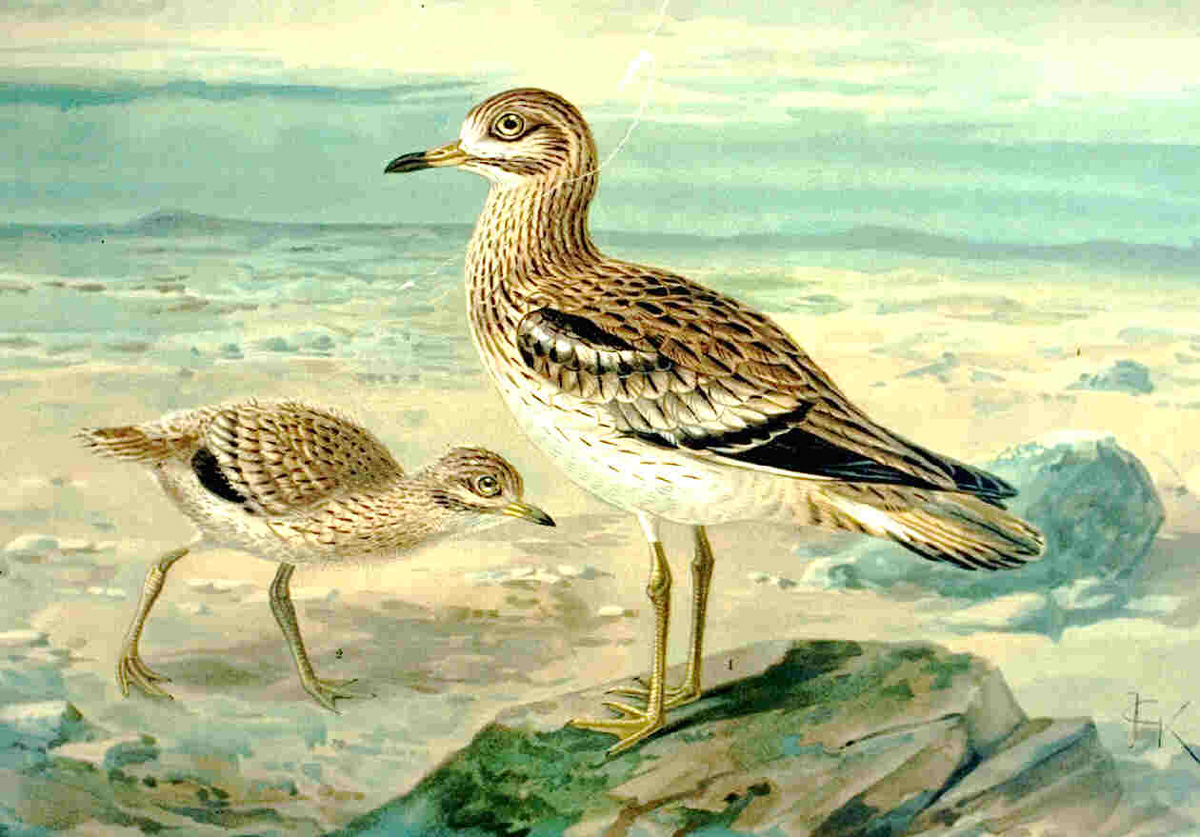
Triel aus der Familie Burhinidae

Zu den Familien, die Mathews beschrieben hat, gehören chronologisch:
- Goldschnepfen Rostratulidae Mathews, 1911
- Triele Burhinidae Mathews, 1912
- Sturmschwalben Hydrobatidae Mathews, 1912

### Gattungen

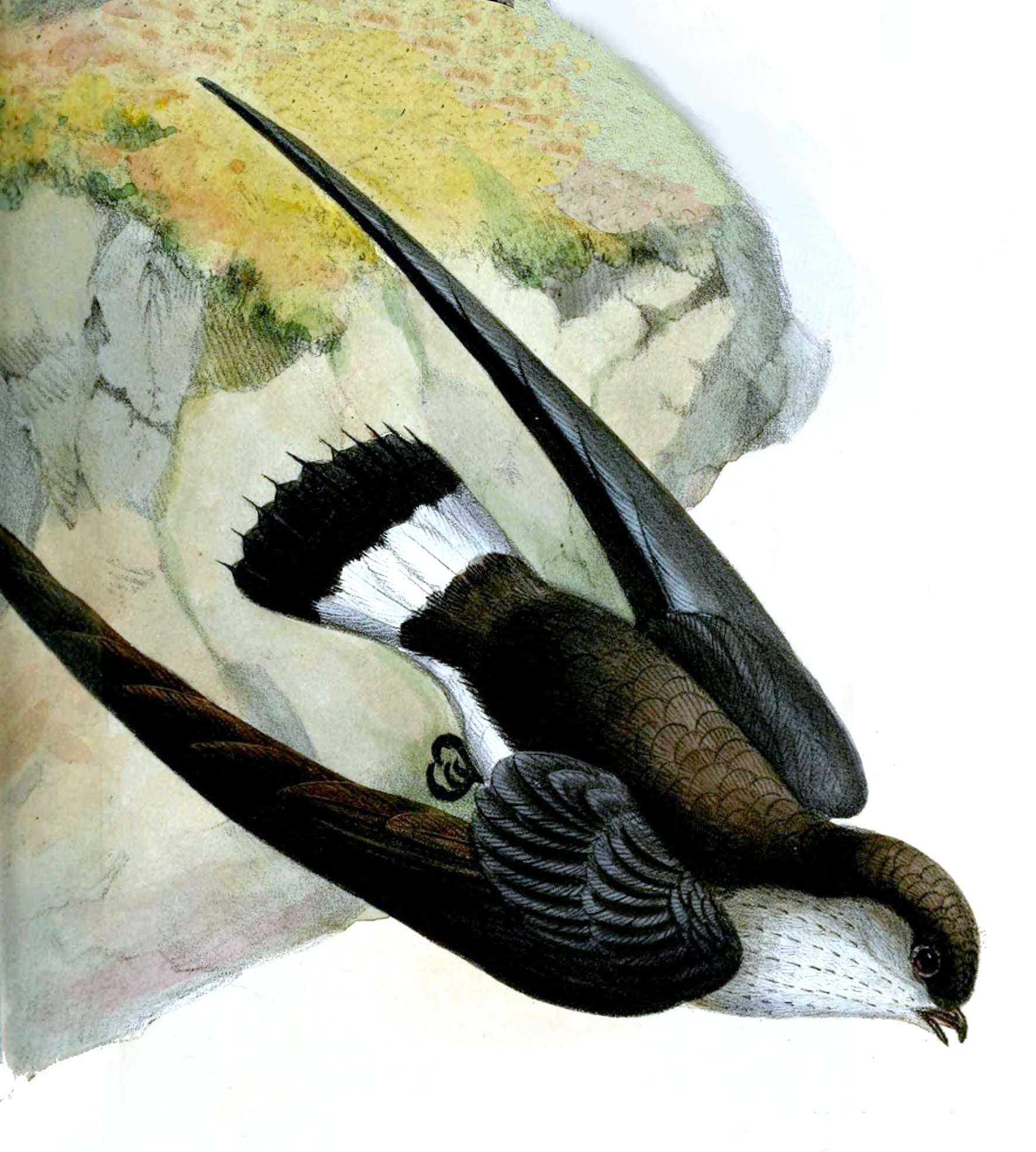
Cassinsegler (Neafrapus cassini) (Sclater,PL, 1863) aus der Gattung Neafrapus

Zu den Gattungen, die Mathews auch zusammen mit Iredale beschrieben hat, gehören
- Alisterus Mathews, 1911
- Grantiella Mathews, 1911
- Irediparra Mathews, 1911
- Neopsephotus Mathews, 1912
- Nesofregetta Mathews, 1912
- Northiella Mathews, 1912
- Ramsayornis Mathews, 1912
- Tregellasia Mathews, 1912
- Heteromunia Mathews, 1913
- Elseyornis Mathews, 1914
- Calonectris Mathews & Iredale, 1915
- Euaegotheles Mathews, 1918
- Neafrapus Mathews, 1918
- Telacanthura Mathews, 1918
- Zoonavena Mathews, 1918
- Peneothello Mathews, 1920
- Cormobates Mathews, 1922
- Hylocitrea Mathews, 1925
- Glycifohia Mathews, 1929
- Neolalage Mathews, 1928
- Sipodotus Mathews, 1928
- Pseudobulweria Mathews, 1936

### Arten

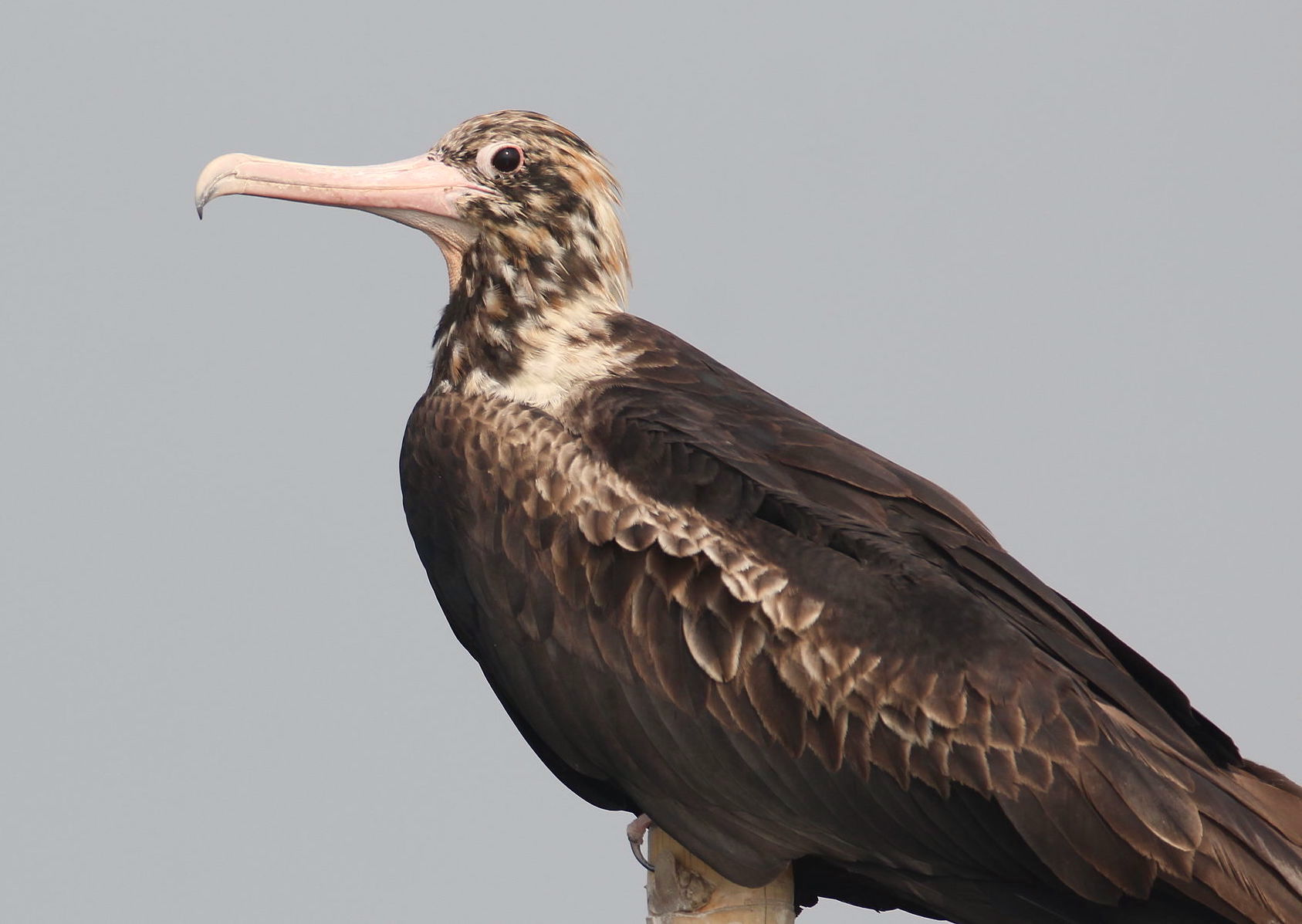
Weißbauch-Fregattvogel (Fregata andrewsi)

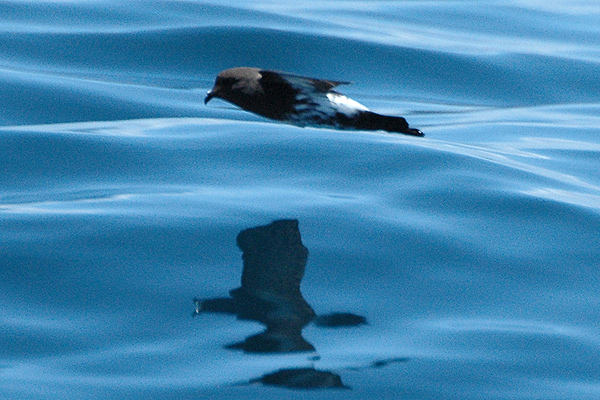
Neuseeländische Sturmschwalbe (Oceanites maorianus)

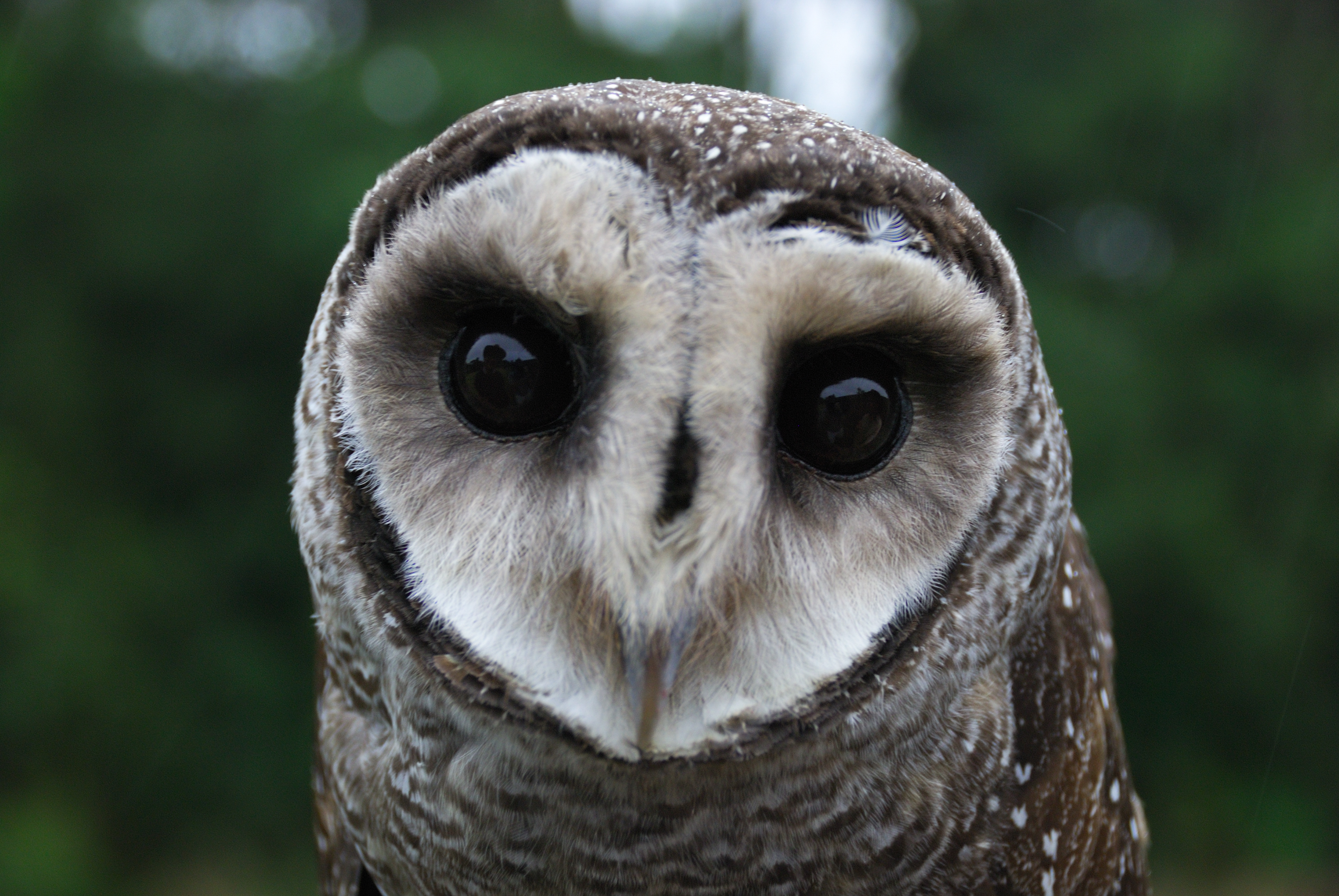
Fleckenrußeule (Tyto multipunctata)

Zu den Arten, die Mathews auch zusammen mit Robert Cushman Murphy und Iredale beschrieben hat, gehören chronologisch:
- Dongaflöter (Cinclosoma alisteri) Mathews, 1910
- Grunddornschnabel (Acanthiza iredalei) Mathews, 1911
- Schwarzmanteldommel (Ixobrychus dubius) Mathews, 1912
- Bannermankleinsturmtaucher (Puffinus boydi) Mathews, 1912
- Campbell-Albatros (Thalassarche impavida) Mathews, 1912
- Dickschnabel-Sturmvogel (Pachyptila crassirostris) (Mathews, 1912)
- Dünnschnabel-Sturmvogel (Pachyptila belcheri) (Mathews, 1912)
- Fleckenrußeule (Tyto multipunctata) Mathews, 1912
- Gesellschaftskrähe (Corvus mellori) Mathews, 1912
- Glockenflöter (Psophodes occidentalis) (Mathews, 1912)
- Grauwangengerygone (Gerygone mouki) Mathews, 1912
- Hallsturmvogel (Macronectes halli) Mathews, 1912
- Hendersonsturmvogel (Pterodroma atrata) Mathews, 1912
- Huttonsturmtaucher (Puffinus huttoni) Mathews, 1912
- Kleiner Entensturmvogel (Pachyptila salvini) (Mathews, 1912)
- Magellan-Lummensturmvogel (Pelecanoides magellani) (Mathews, 1912)
- Tasmankrähe (Corvus tasmanicus) Mathews, 1912
- Carpentariagrasschlüpfer (Amytornis dorotheae) (Mathews, 1914)
- Prachtfregattvogel (Fregata magnificens) Mathews, 1914
- Weißbauch-Fregattvogel (Fregata andrewsi) Mathews, 1914
- Zimtgrasschlüpfer (Amytornis purnelli) (Mathews, 1914)
- Kleinsturmtaucher (Puffinus bannermani) Mathews & Iredale, 1915 ??
- Rotstirnsericornis (Sericornis keri) Mathews, 1920
- Nördlicher Felsenpinguin (Eudyptes moseleyi) Mathews & Iredale, 1921
- Iphis-Fliegenschnäpper (Pomarea iphis) Murphy & Mathews, 1928
- Fatuhivamonarch (Pomarea whitneyi) Murphy & Mathews, 1928
- Rimatararohrsänger (Acrocephalus rimitarae) (Murphy & Mathews, 1929)
- Sanfordbrillenvogel (Woodfordia lacertosa) (Murphy & Mathews, 1929)
- Samoabrillenvogel (Zosterops samoensis) Murphy & Mathews, 1929
- Tristan-Albatros (Diomedea dabbenena) Mathews, 1929
- Neuseeländische Sturmschwalbe (Oceanites maorianus) (Mathews, 1932)
- Desertassturmvogel (Pterodroma deserta) Mathews, 1934
- Madeira-Sturmvogel (Pterodroma madeira) Mathews, 1934

## Werke (Auswahl)

### Jahr 1908
- Handlist of the Birds of Australasia. In: The Emu (= Supplement). Band 7, 1908, S. 1–108 (biodiversitylibrary.org [abgerufen am 23. April 2013]).

### Jahr 1910
- The Birds of Australia (= Casuariiformes, Galliformes, Turniciformes, Ralliformes, Podicipediformes, Sphenisciformes. Band 1, Nr. 1). H. F. & G. Witherby, London 31. Oktober 1910.

### Jahr 1911
- The Birds of Australia (= Casuariiformes, Galliformes, Turniciformes, Ralliformes, Podicipediformes, Sphenisciformes. Band 1, Nr. 2). H. F. & G. Witherby, London 31. Januar 1911.
- The Birds of Australia (= Casuariiformes, Galliformes, Turniciformes, Ralliformes, Podicipediformes, Sphenisciformes. Band 1, Nr. 3). H. F. & G. Witherby, London 29. April 1911.
- The Birds of Australia (= Casuariiformes, Galliformes, Turniciformes, Ralliformes, Podicipediformes, Sphenisciformes. Band 1, Nr. 4). H. F. & G. Witherby, London 9. August 1911.
- The Birds of Australia (= Casuariiformes, Galliformes, Turniciformes, Ralliformes, Podicipediformes, Sphenisciformes. Band 1, Nr. 5). H. F. & G. Witherby, London 31. Oktober 1911.

### Jahr 1912
- The Birds of Australia (= Casuariiformes, Galliformes, Turniciformes, Ralliformes, Podicipediformes, Sphenisciformes. Band 1, Nr. 6). H. F. & G. Witherby, London 31. Januar 1912.
- The Birds of Australia (= Procellariiformes, Lariformes. Band 2, Nr. 1). H. F. & G. Witherby, London 30. Mai 1912.
- The Birds of Australia (= Procellariiformes, Lariformes. Band 2, Nr. 2). H. F. & G. Witherby, London 31. Juli 1912.
- The Birds of Australia (= Procellariiformes, Lariformes. Band 2, Nr. 3). H. F. & G. Witherby, London 20. September 1912.
- The Birds of Australia (= Procellariiformes, Lariformes. Band 2, Nr. 4). H. F. & G. Witherby, London 1. November 1912.
- A Reference-List to the Birds of Australia. In: Novitates Zoologicae. Band 18, 1912, S. 171–446 (biodiversitylibrary.org [abgerufen am 30. November 2014]).

### Jahr 1913
- The Birds of Australia (= Procellariiformes, Lariformes. Band 2, Nr. 5). H. F. & G. Witherby, London 31. Januar 1913.
- The Birds of Australia (= Charadriiformes, Psophiformes, Ardeiformes. Band 3, Nr. 1). H. F. & G. Witherby, London 2. April 1913.
- The Birds of Australia (= Charadriiformes, Psophiformes, Ardeiformes. Band 3, Nr. 21). H. F. & G. Witherby, London 2. Mai 1913.
- The Birds of Australia (= Charadriiformes, Psophiformes, Ardeiformes. Band 3, Nr. 3). H. F. & G. Witherby, London 18. August 1913.
- The Birds of Australia (= Charadriiformes, Psophiformes, Ardeiformes. Band 3, Nr. 4). H. F. & G. Witherby, London 31. Dezember 1913.

### Jahr 1914
- The Birds of Australia (= Charadriiformes, Psophiformes, Ardeiformes. Band 3, Nr. 5). H. F. & G. Witherby, London 26. März 1914.
- The Birds of Australia (= Charadriiformes, Psophiformes, Ardeiformes. Band 3, Nr. 6). H. F. & G. Witherby, London 25. Juni 1914.
- The Birds of Australia (= Anseriformes, Pelecaniformes. Band 4, Nr. 1). H. F. & G. Witherby, London 6. Oktober 1914.
- On the species and subspecies of the genus Fregata. In: Austral avian record. A scientific journal devoted primarily to the study of the Australian avifauna. Band 2, Nr. 6, 1914, S. 119–121 (biodiversitylibrary.org).

### Jahr 1915
- The Birds of Australia (= Anseriformes, Pelecaniformes. Band 4, Nr. 2). H. F. & G. Witherby, London 17. Februar 1915.
- The Birds of Australia (= Anseriformes, Pelecaniformes. Band 4, Nr. 3). H. F. & G. Witherby, London 23. Juni 1915.
- The Birds of Australia (= Falconiformes, Strigiformes. Band 5, Nr. 1). H. F. & G. Witherby, London 5. November 1915.

### Jahr 1916
- The Birds of Australia (= Falconiformes, Strigiformes. Band 5, Nr. 2). H. F. & G. Witherby, London 29. Februar 1916.
- The Birds of Australia (= Falconiformes, Strigiformes. Band 5, Nr. 3). H. F. & G. Witherby, London 23. Mai 1916.
- The Birds of Australia (= Falconiformes, Strigiformes. Band 5, Nr. 4). H. F. & G. Witherby, London 30. August 1916.
- The Birds of Australia (= Psittaciformes. Band 6, Nr. 1). H. F. & G. Witherby, London 22. November 1916.

### Jahr 1917
- The Birds of Australia (= Psittaciformes. Band 6, Nr. 2). H. F. & G. Witherby, London 6. Februar 1917.
- The Birds of Australia (= Psittaciformes. Band 6, Nr. 3). H. F. & G. Witherby, London 17. April 1917.
- The Birds of Australia (= Psittaciformes. Band 6, Nr. 4). H. F. & G. Witherby, London 27. Juni 1917.
- The Birds of Australia (= Psittaciformes. Band 6, Nr. 5). H. F. & G. Witherby, London 11. September 1917.
- The Birds of Australia (= Psittaciformes. Band 6, Nr. 6). H. F. & G. Witherby, London 11. Dezember 1917.
- The re-discovery of two lost birds. In: Austral avian record; a scientific journal devoted primarily to the study of the Australian avifauna. Band 3, Nr. 4, 1917, S. 79–90 (biodiversitylibrary.org).

### Jahr 1918
- The Birds of Australia (= Podargiformes, Coraciiformes, Alcediniformes, Meropiformes, Caprimulgidiformes, Micropodiformes, Cuculiformes, Menurlformes. Band 7, Nr. 1). H. F. & G. Witherby, London 4. März 1918.
- The Birds of Australia (= Podargiformes, Coraciiformes, Alcediniformes, Meropiformes, Caprimulgidiformes, Micropodiformes, Cuculiformes, Menurlformes. Band 7, Nr. 2). H. F. & G. Witherby, London 15. Mai 1918.
- The Birds of Australia (= Podargiformes, Coraciiformes, Alcediniformes, Meropiformes, Caprimulgidiformes, Micropodiformes, Cuculiformes, Menurlformes. Band 7, Nr. 3). H. F. & G. Witherby, London 26. August 1918.
- The Birds of Australia (= Podargiformes, Coraciiformes, Alcediniformes, Meropiformes, Caprimulgidiformes, Micropodiformes, Cuculiformes, Menurlformes. Band 7, Nr. 4). H. F. & G. Witherby, London 19. Dezember 1918.
- zusammen mit Tom Iredale: A forgotten ornithologist. In: Austral avian record; a scientific journal devoted primarily to the study of the Australian avifauna. Band 3, Nr. 6, 1918, S. 142–150 (biodiversitylibrary.org [abgerufen am 25. April 2013]).
- zusammen mit Tom Iredale: The validity of some generic terms. In: Austral avian record; a scientific journal devoted primarily to the study of the Australian avifauna. Band 3, Nr. 6, 1918, S. 151–158 (biodiversitylibrary.org [abgerufen am 25. April 2013]).

### Jahr 1919
- The Birds of Australia (= Podargiformes, Coraciiformes, Alcediniformes, Meropiformes, Caprimulgidiformes, Micropodiformes, Cuculiformes, Menurlformes. Band 7, Nr. 5). H. F. & G. Witherby, London 10. Juli 1919.

### Jahr 1920
- The Birds of Australia (= Check-List: Casuariiformes to Menurlformes. Supplement, Nr. 1). H. F. & G. Witherby, London 16. Februar 1920.
- The Birds of Australia (= Passeriformes, Pittidae, Atrichornithidae, Hirundinidae, Muscicapidae. Band 8, Nr. 1). H. F. & G. Witherby, London 5. Mai 1920.
- The Birds of Australia (= Passeriformes, Pittidae, Atrichornithidae, Hirundinidae, Muscicapidae. Band 8, Nr. 2). H. F. & G. Witherby, London 17. Juni 1920.
- The Birds of Australia (= Passeriformes, Pittidae, Atrichornithidae, Hirundinidae, Muscicapidae. Band 8, Nr. 3). H. F. & G. Witherby, London 18. August 1920.
- The Birds of Australia (= Passeriformes, Pittidae, Atrichornithidae, Hirundinidae, Muscicapidae. Band 8, Nr. 4). H. F. & G. Witherby, London 13. Oktober 1920.
- The Birds of Australia (= Passeriformes, Pittidae, Atrichornithidae, Hirundinidae, Muscicapidae. Band 8, Nr. 5). H. F. & G. Witherby, London 15. Dezember 1920.
- zusammen mit Thomas Carter: On a new Species of Bower-bird. In: The Ibis (= 11). Band 2, Nr. 2, 1920, S. 499 (biodiversitylibrary.org [abgerufen am 23. April 2013]).
- zusammen mit Tom Iredale: A Namelist of the birds of Australia. In: Austral avian record; a scientific journal devoted primarily to the study of the Australian avifauna. Band 4, Nr. 2 & 3, 1920, S. 65–72 (biodiversitylibrary.org [abgerufen am 25. April 2013]).
- zusammen mit Tom Iredale: A Namelist of the birds of Australia. In: Austral avian record; a scientific journal devoted primarily to the study of the Australian avifauna. Band 4, Nr. 4 & 5, 1920, S. 73–113 (biodiversitylibrary.org [abgerufen am 25. April 2013]).
- zusammen mit Tom Iredale: Forgotten Bird-Artists and old-time Ornithologists. In: Austral avian record; a scientific journal devoted primarily to the study of the Australian avifauna. Band 4, Nr. 4 & 5, 1920, S. 114–122 (biodiversitylibrary.org [abgerufen am 25. April 2013]).

### Jahr 1921
- The Birds of Australia (= Passeriformes, Muscicapidae (concluded), Campophagidae, Sphecotheridae, Orthonycidae, Cinclosomatidae, Turdidae and Sylviidae. Band 9, Nr. 1). H. F. & G. Witherby, London 15. Februar 1921.
- The Birds of Australia (= Passeriformes, Muscicapidae (concluded), Campophagidae, Sphecotheridae, Orthonycidae, Cinclosomatidae, Turdidae and Sylviidae. Band 9, Nr. 2). H. F. & G. Witherby, London 15. April 1921.
- The Birds of Australia (= Passeriformes, Muscicapidae (concluded), Campophagidae, Sphecotheridae, Orthonycidae, Cinclosomatidae, Turdidae and Sylviidae. Band 9, Nr. 3). H. F. & G. Witherby, London 20. Juni 1921.
- The Birds of Australia (= Passeriformes, Muscicapidae (concluded), Campophagidae, Sphecotheridae, Orthonycidae, Cinclosomatidae, Turdidae and Sylviidae. Band 9, Nr. 4). H. F. & G. Witherby, London 19. Oktober 1921.
- The Birds of Australia (= Passeriformes, Muscicapidae (concluded), Campophagidae, Sphecotheridae, Orthonycidae, Cinclosomatidae, Turdidae and Sylviidae. Band 9, Nr. 5). H. F. & G. Witherby, London 15. Dezember 1921.
- zusammen mit Tom Iredale, Lilian Marguerite Medland (Illustration): A manual of the birds of Australia (= Orders Casuarii to Columbae. Band 1). H. F. & G. Witherby, London 1921 (biodiversitylibrary.org [abgerufen am 25. April 2013]).
- zusammen mit Tom Iredale: Notes of interest. In: Austral avian record; a scientific journal devoted primarily to the study of the Australian avifauna. Band 4, Nr. 6, 1921, S. 139–164 (biodiversitylibrary.org [abgerufen am 25. April 2013]).

### Jahr 1922
- The Birds of Australia (= Passeriformes, Muscicapidae (concluded), Campophagidae, Sphecotheridae, Orthonycidae, Cinclosomatidae, Turdidae and Sylviidae. Band 9, Nr. 6). H. F. & G. Witherby, London 15. Februar 1922.
- The Birds of Australia (= Passeriformes, Muscicapidae (concluded), Campophagidae, Sphecotheridae, Orthonycidae, Cinclosomatidae, Turdidae and Sylviidae. Band 9, Nr. 7). H. F. & G. Witherby, London 4. April 1922.
- The Birds of Australia (= Passeriformes, Muscicapidae (concluded), Campophagidae, Sphecotheridae, Orthonycidae, Cinclosomatidae, Turdidae and Sylviidae. Band 9, Nr. 8). H. F. & G. Witherby, London 22. Mai 1922.
- The Birds of Australia (= Passeriformes, Muscicapidae (concluded), Campophagidae, Sphecotheridae, Orthonycidae, Cinclosomatidae, Turdidae and Sylviidae. Band 9, Nr. 9). H. F. & G. Witherby, London 3. August 1922.
- The Birds of Australia (= Passeriformes, Sylviidae (concluded), Artamidae, Prionopidae and Cracticidae. Band 10, Nr. 1). H. F. & G. Witherby, London 28. September 1922.
- The Birds of Australia (= Passeriformes, Sylviidae (concluded), Artamidae, Prionopidae and Cracticidae. Band 10, Nr. 2). H. F. & G. Witherby, London 12. Dezember 1922.
- zusammen mit Tom Iredale: An extraordinary bird book. In: Austral avian record; a scientific journal devoted primarily to the study of the Australian avifauna. Band 4, Nr. 7, 1922, S. 172–175 (biodiversitylibrary.org [abgerufen am 25. April 2013]).
- zusammen mit Tom Iredale: Captain Thomas Brown, Ornithologist. In: Austral avian record; a scientific journal devoted primarily to the study of the Australian avifauna. Band 4, Nr. 7, 1922, S. 176–194 (biodiversitylibrary.org [abgerufen am 25. April 2013]).
- zusammen mit Tom Iredale: Jarocki again. In: Austral avian record; a scientific journal devoted primarily to the study of the Australian avifauna. Band 5, Nr. 1, 1922, S. 20–21 (biodiversitylibrary.org [abgerufen am 25. April 2013]).
- zusammen mit Tom Iredale: Thomas Waitling, artist. In: Austral avian record; a scientific journal devoted primarily to the study of the Australian avifauna. Band 5, Nr. 1, 1922, S. 22–32 (biodiversitylibrary.org [abgerufen am 25. April 2013]).

### Jahr 1923
- The Birds of Australia (= Passeriformes, Sylviidae (concluded), Artamidae, Prionopidae and Cracticidae. Band 10, Nr. 3). H. F. & G. Witherby, London 30. Januar 1923.
- The Birds of Australia (= Passeriformes, Sylviidae (concluded), Artamidae, Prionopidae and Cracticidae. Band 10, Nr. 4). H. F. & G. Witherby, London 19. März 1923.
- The Birds of Australia (= Passeriformes, Sylviidae (concluded), Artamidae, Prionopidae and Cracticidae. Band 10, Nr. 5). H. F. & G. Witherby, London 24. April 1923.
- The Birds of Australia (= Passeriformes, Sylviidae (concluded), Artamidae, Prionopidae and Cracticidae. Band 10, Nr. 6). H. F. & G. Witherby, London 5. Juni 1923.
- The Birds of Australia (= Passeriformes, Sylviidae (concluded), Artamidae, Prionopidae and Cracticidae. Band 10, Nr. 7). H. F. & G. Witherby, London 26. Juli 1923.
- The Birds of Australia (= Check-List: Passeriformes (parts). Supplement, Nr. 2). H. F. & G. Witherby, London 26. Juli 1923.
- The Birds of Australia (= Passeriformes, Falcunculidae, Sphenostomidae, Sittidae, Climacteridae, Zosteropidae, Dicaeidae, Pardalotidae, Nectariniidae, Melithreptidae. Band 11, Nr. 1). H. F. & G. Witherby, London 8. Oktober 1923.
- The Birds of Australia (= Passeriformes, Falcunculidae, Sphenostomidae, Sittidae, Climacteridae, Zosteropidae, Dicaeidae, Pardalotidae, Nectariniidae, Melithreptidae. Band 11, Nr. 2). H. F. & G. Witherby, London 21. November 1923.
- The Birds of Australia (= Passeriformes, Falcunculidae, Sphenostomidae, Sittidae, Climacteridae, Zosteropidae, Dicaeidae, Pardalotidae, Nectariniidae, Melithreptidae. Band 11, Nr. 3). H. F. & G. Witherby, London 27. Dezember 1923.
- zusammen mit Tom Iredale: Notes of interest. In: Austral avian record; a scientific journal devoted primarily to the study of the Australian avifauna. Band 5, Nr. 2-3, 1923, S. 45–73.
- zusammen mit Tom Iredale: On type designation of Avian Genera. In: Austral avian record; a scientific journal devoted primarily to the study of the Australian avifauna. Band 5, Nr. 2-3, 1923, S. 74–80.

### Jahr 1924
- The Birds of Australia (= Passeriformes, Falcunculidae, Sphenostomidae, Sittidae, Climacteridae, Zosteropidae, Dicaeidae, Pardalotidae, Nectariniidae, Melithreptidae. Band 11, Nr. 4). H. F. & G. Witherby, London 20. Februar 1924.
- The Birds of Australia (= Passeriformes, Falcunculidae, Sphenostomidae, Sittidae, Climacteridae, Zosteropidae, Dicaeidae, Pardalotidae, Nectariniidae, Melithreptidae. Band 11, Nr. 5). H. F. & G. Witherby, London 2. April 1924.
- The Birds of Australia (= Passeriformes, Falcunculidae, Sphenostomidae, Sittidae, Climacteridae, Zosteropidae, Dicaeidae, Pardalotidae, Nectariniidae, Melithreptidae. Band 11, Nr. 6). H. F. & G. Witherby, London 21. Juni 1924.
- The Birds of Australia (= Passeriformes, Falcunculidae, Sphenostomidae, Sittidae, Climacteridae, Zosteropidae, Dicaeidae, Pardalotidae, Nectariniidae, Melithreptidae. Band 11, Nr. 7). H. F. & G. Witherby, London 31. Juli 1924.
- The Birds of Australia (= Check-List: Passeriformes (concluded). Supplement, Nr. 3). H. F. & G. Witherby, London 8. September 1924.
- The Birds of Australia (= Passeriformes, Falcunculidae, Sphenostomidae, Sittidae, Climacteridae, Zosteropidae, Dicaeidae, Pardalotidae, Nectariniidae, Melithreptidae. Band 11, Nr. 8). H. F. & G. Witherby, London 25. Oktober 1924.
- The Birds of Australia (= Passeriformes, Falcunculidae, Sphenostomidae, Sittidae, Climacteridae, Zosteropidae, Dicaeidae, Pardalotidae, Nectariniidae, Melithreptidae. Band 11, Nr. 9). H. F. & G. Witherby, London 22. Dezember 1924.

### Jahr 1925
- The Birds of Australia (= Passeriformes, Melithreptidae (concluded), Motacillidae, Alaudidae, Ploceidae, Oriolidae, Dicruridae, Graculidae, Ptilonorhynchidae, Paradiseidae, Corvidae, Corcoraciidae, Struthidiidae. Band 12, Nr. 1). H. F. & G. Witherby, London 3. März 1925.
- The Birds of Australia (= Bibliography of the Birds of Australia. Supplement, Nr. 4). H. F. & G. Witherby, London 6. April 1925.
- The Birds of Australia (= Passeriformes, Melithreptidae (concluded), Motacillidae, Alaudidae, Ploceidae, Oriolidae, Dicruridae, Graculidae, Ptilonorhynchidae, Paradiseidae, Corvidae, Corcoraciidae, Struthidiidae. Band 12, Nr. 1). H. F. & G. Witherby, London 11. Mai 1925.
- The Birds of Australia (= Passeriformes, Melithreptidae (concluded), Motacillidae, Alaudidae, Ploceidae, Oriolidae, Dicruridae, Graculidae, Ptilonorhynchidae, Paradiseidae, Corvidae, Corcoraciidae, Struthidiidae. Band 12, Nr. 1). H. F. & G. Witherby, London 22. Juni 1925.
- The Birds of Australia (= Bibliography of the Birds of Australia (concluded). Supplement, Nr. 5). H. F. & G. Witherby, London 22. Juni 1925.
- The Birds of Australia (= Passeriformes, Melithreptidae (concluded), Motacillidae, Alaudidae, Ploceidae, Oriolidae, Dicruridae, Graculidae, Ptilonorhynchidae, Paradiseidae, Corvidae, Corcoraciidae, Struthidiidae. Band 12, Nr. 1). H. F. & G. Witherby, London 31. August 1925.
- The Birds of Australia (= Passeriformes, Melithreptidae (concluded), Motacillidae, Alaudidae, Ploceidae, Oriolidae, Dicruridae, Graculidae, Ptilonorhynchidae, Paradiseidae, Corvidae, Corcoraciidae, Struthidiidae. Band 12, Nr. 1). H. F. & G. Witherby, London 23. November 1925.
- Nomenclatural notes. In: Bulletin of the British Ornithologists’ Club. Band 45, Nr. 296, 1925, S. 93–94 (biodiversitylibrary.org).

### Jahr 1926
- The Birds of Australia (= Passeriformes, Melithreptidae (concluded), Motacillidae, Alaudidae, Ploceidae, Oriolidae, Dicruridae, Graculidae, Ptilonorhynchidae, Paradiseidae, Corvidae, Corcoraciidae, Struthidiidae. Band 12, Nr. 1). H. F. & G. Witherby, London 24. März 1926.
- The Birds of Australia (= Passeriformes, Melithreptidae (concluded), Motacillidae, Alaudidae, Ploceidae, Oriolidae, Dicruridae, Graculidae, Ptilonorhynchidae, Paradiseidae, Corvidae, Corcoraciidae, Struthidiidae. Band 12, Nr. 1). H. F. & G. Witherby, London 28. Juni 1926.
- The Birds of Australia (= Passeriformes, Melithreptidae (concluded), Motacillidae, Alaudidae, Ploceidae, Oriolidae, Dicruridae, Graculidae, Ptilonorhynchidae, Paradiseidae, Corvidae, Corcoraciidae, Struthidiidae. Band 12, Nr. 1). H. F. & G. Witherby, London 6. September 1926.
- The Birds of Australia (= Passeriformes, Melithreptidae (concluded), Motacillidae, Alaudidae, Ploceidae, Oriolidae, Dicruridae, Graculidae, Ptilonorhynchidae, Paradiseidae, Corvidae, Corcoraciidae, Struthidiidae. Band 12, Nr. 1). H. F. & G. Witherby, London 6. Dezember 1926.

### Jahr 1927
- The Birds of Australia (= Passeriformes, Melithreptidae (concluded), Motacillidae, Alaudidae, Ploceidae, Oriolidae, Dicruridae, Graculidae, Ptilonorhynchidae, Paradiseidae, Corvidae, Corcoraciidae, Struthidiidae. Band 12, Nr. 1). H. F. & G. Witherby, London 8. Februar 1927.

### Jahr 1929
- zusammen mit Robert Cushman Murphy: Birds collected during the Whitney South Sea Expedition. In: American Museum novitates. Nr. 356, 1929, S. 1–14 (englisch, digitallibrary.amnh.org [PDF; 1,5 MB; abgerufen am 23. April 2013]).

### Jahr 1935
- Mr. Gregory M. Mathew sent the following descriptions of a new Stich-bird and a new Tit from New Zealand, and of a new Prion from Australia. In: Bulletin of the British Ornithologists’ Club. Band 55, Nr. 84, 1935, S. 159–160 (biodiversitylibrary.org [abgerufen am 28. November 2014]).

### Jahr 1938
- zusammen mit Tom Iredale: Gould as a Systematist. In: The Emu. Band 38, Nr. 2, 1938, S. 172–175.

### Jahr 1939
- zusammen mit Oscar Rudolph Neumann: Six new races of Australian birds from North Queensland. In: Bulletin of the British Ornithologists’ Club. Band 59, 1939, S. 153–155 (biodiversitylibrary.org [abgerufen am 23. April 2013]).

### Jahr 1942
- zusammen mit Arthur Francis Basset Hull: Some Facts about Procellaria gavia Forster. In: The Ibis (= 14). Band 6, Nr. 2, 1942, S. 269–271, doi:10.1111/j.1474-919X.1942.tb03439.x.

### Jahr 1943
- zusammen mit Edward John Lees Hallstrom: Notes on the order Procellariiformes. The Verity Hewitt Bookshop, Canberra 1943.